# Vérisimilitude
La vérisimilitude (ou verisimilitude, vérisimilarité) est un terme utilisé en épistémologie et en philosophie des sciences. Il désigne l'approximation de la vérité.

## Histoire du terme
Si le mot apparaît au XVIe siècle, sous la plume de Montaigne notamment, c'est Leibniz qui dans les Nouveaux essais sur l'entendement humain donne à ce terme un contenu épistémologique afin de définir l'écart séparant les raisons démonstratives certaines des propositions simplement vraisemblables.
Réutilisée par Karl Popper, la notion de vérisimilitude est la plus ou moins bonne correspondance entre une proposition et un fait. Cette explication vaut principalement pour le domaine de la recherche scientifique.
L'idée centrale est que le chercheur, ne pouvant accéder au réel même des choses qu'il observe pourtant, devra se contenter d'une correspondance approximative des énoncés de ses résultats avec les faits étudiés. 
Autrement dit, c'est une correspondance plus ou moins bonne entre les énoncés d'une loi et la réalité des faits. Par extension, on considère qu'on ne peut que tendre vers la vérité, ce qui fait dire que la science n'est une modélisation de la réalité plutôt qu'une vérité absolue, et, par là, que toute avancée scientifique ne l'est qu'à titre d'essai.